# Косковская Курденьга
Косковская Курденьга — река в России, протекает в Кичменгско-Городецком районе Вологодской области. Устье реки находится в 230 км по правому берегу реки Юг. Длина реки составляет 33 км.
Исток реки находится на Северных Увалах, река образуется слиянием двух небольших рек Большая Курденьга и Малая Курденьга в 20 км к юго-востоку от села Кичменгский Городок. Генеральное направление течения — северо-запад, русло сильно извилистое. В верхнем течении течёт по ненаселённому холмистому лесному массиву, в среднем течении протекает примыкающие друг к другу село Косково и деревни Плоская и Сигово, а в нижнем — деревни Большое Буртаново и Нижнее Ворово. Притоки — Рассоха (правый), Квочишна (левый). Ширина реки не превышает 10 метров. Впадает в Юг в 9 км к юго-востоку от Кичменгского Городка у деревни Нижнее Ворово.

## Данные водного реестра
По данным государственного водного реестра России и геоинформационной системы водохозяйственного районирования территории РФ, подготовленной Федеральным агентством водных ресурсов:
- Бассейновый округ — Двинско-Печорский;
- Речной бассейн — Северная Двина;
- Речной подбассейн — Малая Северная Двина;
- Водохозяйственный участок — Юг;
- Код водного объекта — 03020100212103000010965.